# Hunasanahalli, Bangarapet
Hunasanahalli là một làng thuộc tehsil Bangarapet, huyện Kolar, bang Karnataka, Ấn Độ.